# Theo Bücker
Theo Bücker (* 10. Juli 1948 in Bestwig) ist ein ehemaliger deutscher Fußballspieler und jetziger -trainer.

## Leben
Bücker ist der älteste Sohn eines Ingenieurs der Deutschen Bundespost und wuchs mit sieben Geschwistern neben dem großväterlichen Schiefertagebau in Bestwig auf. Vor seiner Karriere lernte er den Beruf des Autoschlossers.
Bücker wohnt in Beirut und ist mit einer Zahnärztin verheiratet.

### Karriere als Fußballspieler
Bücker begann seine Profikarriere 1969 bei Borussia Dortmund und stieg 1972 aus der Bundesliga ab. Nach einem Jahr in der Regionalliga wechselte er zum MSV Duisburg, für den er fünf Jahre in der Bundesliga spielte. Im August 1978 wechselte er, zunächst als Co-Trainer,  zu Al-Ittihad nach Saudi-Arabien, dort war seinerzeit Dettmar Cramer als Trainer tätig. Bücker begründete seinen Wechsel damals damit, dass er dort innerhalb eines Jahres so viel verdiene „wie vorher in drei Bundesligajahren.“ Nach drei Jahren bei Al-Ittihad kehrte Bücker noch einmal zurück nach Deutschland und stieg mit dem FC Schalke 04 in die Bundesliga auf. Nach dem Abstieg ein Jahr später klang seine aktive Karriere aus.

### Karriere als Trainer
Bücker lebt seit Mitte der 1980er Jahre im Nahen Osten. Als Trainer arbeitete er in Kuwait, Ägypten, den Vereinigten Arabischen Emiraten und dem Libanon. Als Trainer von Ismaily SC erreichte er 2003 mit dem ägyptischen Klub die Endspiele der CAF Champions League gegen den FC Enyimba aus Nigeria. 2010 trainierte er die ägyptische Mannschaft Masry Port Said. Seit dem 26. Juli 2011 war er Trainer des libanesischen Erstligisten Al Ahed. Am 3. August 2011 übernahm er zudem wieder nach 2001 das Traineramt bei der libanesischen Nationalmannschaft. Zum ersten Mal in der Geschichte des Libanons schaffte es ein Trainer, die Auswahl zur letzten Qualifikationsrunde einer Weltmeisterschaft zu führen. Am 26. Mai 2013 reichte er mit Torwarttrainer Christian Schweichler und seinem Co-Trainer, dem Niederländer Peter Meindertsma, seinen Rücktritt bei der Fédération Libanaise de Football Association ein.
Nach dem Rücktritt im Libanon übernahm Bücker eine neue Aufgabe in Saudi-Arabien, wo er die Mannschaft von Al-Ettifaq trainiert. Neben seinem Traineramt ist Bücker noch Direktor einer privaten Fußballakademie.